# Stacja (film 2001)

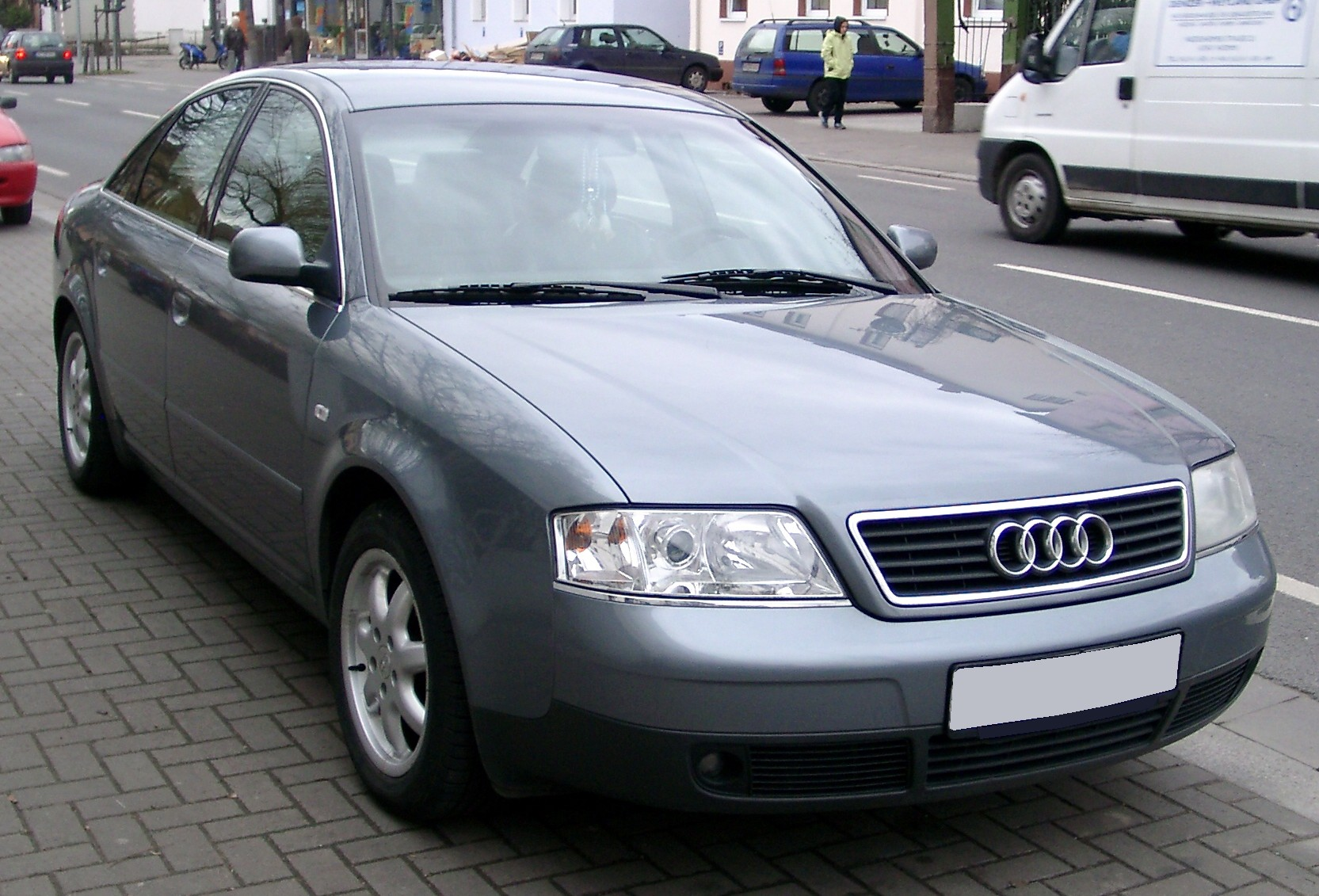
Audi A6 II – samochód tego typu jest jednym z kluczowych elementów filmu

Stacja – polski film fabularny z 2001 r. w reżyserii Piotra Wereśniaka.
Traktuje o absurdalnym zdarzeniu, o serii przypadkowych zbiegów okoliczności i o zwykłych ludziach, którzy tak naprawdę nie wiedzą, co zrobić i jak mają postąpić w sytuacjach przypadkowych, niecodziennych czy absurdalnych – na tym polega ich słabość lub wina. Gatunkowo nie jest ani typowym kryminałem, ani dramatem psychologicznym, ani thrillerem. To mieszanka różnych gatunków filmowych. Obok wydarzeń dramatycznych i tragicznych jest tu sporo komicznych sytuacji, dialogów oraz zachowań wynikających z całego absurdu zaistniałych wydarzeń.
Zdjęcia nakręcono od 23 stycznia do 26 lutego 2001. Plenery: Kudowa-Zdrój, Bystrzyca Kłodzka (siedziba Spółdzielni Socjalnej „Pomocna Dłoń” przy ul. Starobystrzyckiej 29), Góry Stołowe.

## Opis fabuły
Głównym bohaterem filmu jest Marek „Banan”, młody student socjologii, który podczas ferii zimowych pracuje na stacji benzynowej usytuowanej na pustkowiu, przy bocznej leśnej drodze, niedaleko od przejścia granicznego, należącej do kombinatora Dymeckiego. Pewnego mroźnego dnia, niespodziewanie zjawia się tam ranny w brzuch gangster „Cyna”, który ma przy sobie torbę pełną pieniędzy i pistolet. Potrzebuje pomocy medycznej, ale każe sprowadzić dla siebie prywatnego lekarza, który – odpowiednio opłacony – będzie milczał. „Banan” proponuje wezwać doktora Wolańskiego, miasteczkowego ginekologa i kolegę jego ojca. „Cyna” okazuje się płatnym mordercą, który niedawno zastrzelił pewnego mafiosa, ale przy okazji sam został ranny. Doktor Wolański jest nieuchwytny, bowiem po awanturze z żoną wyruszył szukać syna, który wykradł mu kluczyki od Audi A6, identycznego jak to, którym poruszał się „Cyna”. Chłopakiem powodowała chęć poszpanowania bryką, a przy okazji wściekłość ojca. Młody Wolański nie wie jednak, że „Cynę” poszukują ochroniarze zabitego mafiosa. Na tropie płatnego zabójcy jest także policja. Tymczasem na stacji „Banan” widząc, że z rannym jest coraz gorzej, postanawia wezwać pogotowie. Dymecki przekonuje go, że lepiej poczekać, aż tamten się wykrwawi, a forsą się podzielić. Argumentuje to nikłymi szansami na zarobek tak dużej sumy pieniędzy. „Banan” protestuje, Dymecki zamyka go więc w baraku razem z rannym. Sam zaczyna kopać na tyłach grób dla „Cyny”, chociaż ten nadal żyje. Po śmierci gangstera chciwy Dymecki chce zawłaszczyć sobie całą jego gotówkę.

## Obsada
- Bartosz Obuchowicz – Marek „Banan”
- Bogusław Linda – „Cyna”, gangster
- Zbigniew Zamachowski – Dymecki, właściciel stacji
- Bartłomiej Topa – policjant Grelak
- Piotr Gąsowski – „Zupa”
- Jerzy Schejbal – biznesmen Zenon N.
- Paweł Wilczak – „Kiwak”, goryl Zenona N.
- Sławomir Orzechowski – doktor Wolański
- Katarzyna Figura – żona Wolańskiego
- Borys Szyc – Tomek, syn Wolańskich
- Tomasz Sapryk – policjant Starewicz
- Katarzyna Bujakiewicz – Doris
- Olaf Lubaszenko – komisarz Zawadzki
- Grzegorz Mostowicz – barman w hotelu w Kudowie
- Dariusz Toczek – Jacek
- Katarzyna Raduszyńska – prostytutka